# Põlva
Põlva è una città dell'Estonia sudorientale, capoluogo della contea di Põlvamaa. Situata a una cinquantina di chilometri da Tartu, ha una popolazione di circa 6 000 abitanti. Il comune cittadino (in estone linn) amministra il centro urbano di Põlva e dal 2013 anche il rispettivo comune rurale (in estone vald).

## Storia

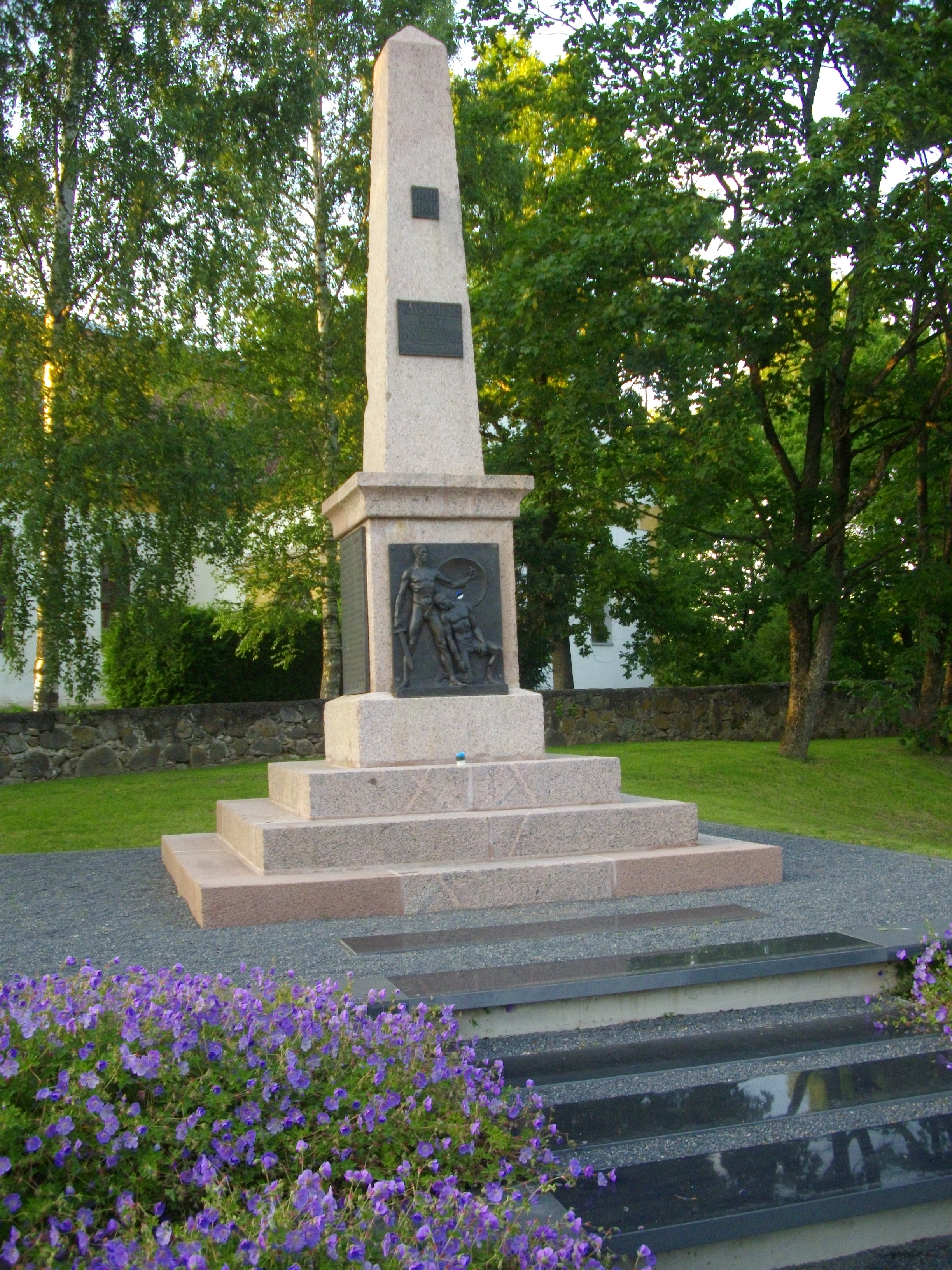
monumento della guerra di Indipendenza estone

Le origini di Põlva si basano su una leggenda popolare. 
Intorno al 1240, un vescovato dell'ordine religioso dei Bernardini fondava la chiesa di Santa Maria. I monaci adorano le valli e rispettando maniere riservate iniziarono la costruzione della chiesa nella valle. Tuttavia leggenda vuole che il diavolo arrivasse tutte le notti per distruggere le fondamenta della costruzione. Dunque un vecchio saggio venne chiamato a dare consiglio e suggerì che qualcuno dovesse essere murato. Una ragazza chiamata Maria disse che lei avrebbe voluto, tenendo una posizione inginocchiata. Da quel momento il diavolo non avrebbe più distrutto la chiesa, permettendo il suo completamento. In onore alla giovane ragazza, la chiesa avrebbe portato il nome di Santa Maria.
Põlva cresce nel XV secolo attorno alla chiesa, la quale è stata costruita nel crocevia delle vie commerciali. Nel 1961, la regione di Põlva era istituita, producendo la crescita di Põlva, nuove imprese e palazzi residenziali vennero costruiti ed il numero degli abitanti crebbe velocemente. Nel 1993, Põlva venne promossa a città.